# 세포 주기

동물 세포의 주기.

세포주기(細胞週期, cell cycle)는 세포 분열로 생긴 낭세포가 다시 모세포가 되어 다시 세포 분열을 실시해, 새로운 낭세포가 될 때까지의 과정이다. 주로 출아 효모('S. Cerevisiae')나 분열 효모('S. Pombe')의 온도 감수성 변이주를 이용한 연구로 그 제어 기구가 밝혀졌다.

## 개요
무생물과 구별되는 생명체의 가장 큰 특징 중 하나는 증식하고 복제하며 자신과 닮은 자손을 남긴다는 점이다. 이러한 생명의 연속적인 특징은 생명체의 구조적, 기능적 단위인 세포와 세포 분열에 기인한다. 세포 분열은 한 개체의 발생부터 죽음까지 생체에서 큰 역할을 담당한다. 발생과정에서 수정란의 연속적인 체세포분열(난할)을 통해 하나의 온전한 개체가 될 수 있도록 해주며, 손상된 조직의 재생, 회복과정도 담당한다. 이러한 세포분열은 세포의 일생, 즉 '세포주기'(細胞週期, cell cycle)의 한 부분이다. 모세포로부터 분열된 순간부터 체세포 분열을 진행하여 딸세포에 유전물질을 물려줄 때까지의 세포의 일생을 세포주기라 한다.

## 세포주기의 구분
세포분열은 세포, 개체의 발생, 장, 생명유지 등에 중요한 기능을 하지만, 세포 전체의 일생 즉, 세포주기에서는 상대적으로 매우 짧은 기간을 차지한다. 세포주기는 세포분열기와 세포분열을 준비하는 기간인 간기(interphase)로 나뉘며, 간기는 세포주기 전체의 약 90% 정도를 차지한다. 간기는 G1기 S기 G2기로 나뉘는데, 각각의 과정은 세포분열을 준비하기 위해 서로 다른 작용들이 일어난다. 간기 이후에 세포 분열이 진행되는데 체세포분열의 핵분열은 전기, 전중기, 중기, 후기, 말기의 5시기로 구분된다. 일반적으로 세포의 일생은 그림과 같이 G1기 S기 G2기 M기(분열기)의 순서로 진행되며, 특히 세포마다 간기의 시간 간격의 상대적 차이는 매우 다양하다. 간기의 긴 준비시간이 끝나면 세포 분열이 진행된다. 진핵생물의 체세포는 간기를 거치며 염색체를 복제하고 분열을 통해 딸세포에 모세포와 유전적으로 동일한 유전자를 남긴다.

## 간기

### G1기
DNA 합성이 일어나기 전의 기간을 의미한다. 이 시기의 세포는 DNA를 복제하여 분열하기에 알맞은 상태로 성장하는 다음 주기를 시작하거나 증식을 멈추고 휴지기에 들어가는 것을 결정한다. G1기 세포의 증식과 휴식 여부는 세포 내 분자들이 연동 적으로 작용하여 구성되는 세포주기 조절시스템에 의해 조절된다. 세포가 계속 증식하기로 결정되면, 분열기에 늦춰진 생합성 속도를 끌어 올려 매우 활발한 대사활동이 진행된다. 세포의 성장에 필요한 효소와 세포 소기관의 수를 늘리며 세포의 크기가 커진다.

### S기
S기의 세포는 DNA 합성을 진행하며 핵 속의 모든 DNA가 2배로 복제된다.

### G0기
G1기의 세포 내에서 증식을 향한 신호가 발생하지 않으면, 세포는 G0기라 불리는 특수한 휴지기에 들어선다. G0기에 들어선 세포는 더 이상 분열을 하지 않지만, 성장 인자와 같은 또 다른 신호 때문에 다시 분열하는 정상적인 세포주기를 진행할 수 있다. 대부분의 인체 세포는 G0기에 있으며 특히 다세포 진핵생물에서 근육세포나 신경세포와 같은 완전히 분화된 세포는 G0기에 머무르며 분열하지 않는다.

### G2기
G2기는 DNA 합성이 종료되고 난 이후 분열을 준비하는 마지막 단계이다. 분열과정에 필요한 미세소관을 합성하며 RNA와 기타 단백질을 합성하는 시기이다.

## 분열기
일반적으로 체세포분열 중 핵분열 과정은 전기, 전중기, 중기, 후기, 말기의 5단계로 나뉜다. 각 단계를 나누는 기준은 염색체와 핵의 모양에 따르며, 전중기를 전기에 포함하기도 한다.

### 핵분열

#### 전기
DNA 분자는 간기의 모습인 염색사 상태에서 더욱 강하게 응축되어 염색분체로 구성된 막대기 모양의 염색체를 이루며 광학 현미경으로 관측 가능하다. 인이 소실되고 중심체로부터 방추사가 뻗어 나온다.

#### 전중기
핵막이 사라지며, 중심체와 미세소관이 그 주변으로 방사형으로 뻗어나온 구조인 성상체가 세포의 양 끝으로 이동한다. 방추사는 핵이 있던 자리까지 뻗어 나가 염색체의 특정 부위에 결합한다. 또한, 염색체와 결합하지 못한 방추사는 반대편 극에서 뻗어나온 방추사와 결합하여 상호작용한다.

#### 중기
염색체는 방추사에 의해 이끌려 세포의 적도 면에 나란히 위치하며, 염색체가 최대로 응축되기 때문에 염색체를 관찰하기에 가장 적합한 시기이다.

#### 후기
후기는 방추사에 의해 염색분체가 방추사에 의해 끌려 분리되는 과정과 함께 시작된다. 방추사가 동원체에 부착하기 때문에 염색체의 양 끝이 뒤로 처지는 V자 형태가 나타난다. 후기가 종료되는 시점에는 염색체는 방추사에 끌려 세포의 양 끝에 있고, 전중기에 염색체와 결합하지 않은 방추사에 의해 세포의 신장이 일어난다.

#### 말기
양 끝에서 인이 모습을 드러내고 핵막이 서서히 모습을 갖추며 2개의 딸핵이 생성되기 시작한다. 응축된 염색체는 원래의 모습대로 풀리며 각각의 딸핵에는 모세포와 동일한 염색체가 들어있다.

### 세포질분열
세포분열 말기에 동물세포는 세포막에 존재하는 액틴 미세섬유와 미오신으로 이루어진 수축환이라는 단백질 복합체의 상호작용으로 세포막이 바깥쪽에서 안쪽으로 밀려들어가면서 세포질이 분열 된다,
식물세포는 각 세포의 골지체에서 분비된 소낭이 세포의 중앙에서 서로 만나면서 세포판이 형성되기 시작한다.

## 같이 보기
- Wee1